# Берёзка (приток Веронды)

Берёзка (Берёзна) — река в России, протекает в Новгородском районе Новгородской области. Устье реки находится в 12 км по левому берегу реки Веронда у деревни Фарафоново, напротив Окатово. Длина реки составляет 16 км, площадь водосборного бассейна 56,1 км².

## Данные водного реестра
По данным государственного водного реестра России относится к Балтийскому бассейновому округу, водохозяйственный участок реки — Бассейн оз. Ильмень без рр. Мста, Ловать, Пола и Шелонь, речной подбассейн реки Волхов. Относится к речному бассейну реки Нева (включая бассейны рек Онежского и Ладожского озера).
По данным геоинформационной системы водохозяйственного районирования территории РФ, подготовленной Федеральным агентством водных ресурсов:
- Код водного объекта в государственном водном реестре — 01040200512102000025102
- Код по гидрологической изученности (ГИ) — 102002510
- Код бассейна — 01.04.02.005
- Номер тома по ГИ — 2
- Выпуск по ГИ — 0